# Marie-Agnès Évrard
Pour les articles homonymes, voir Évrard.
Marie-Agnès Évrard ou Marie Évrard, née le 10 juin 1957, est une femme politique française. Elle devient sénatrice de l'Yonne le 2 novembre 2020, en remplacement de Jean-Baptiste Lemoyne,.

## Biographie
Agricultrice, elle est élue conseillère départementale de l'Yonne pour le canton de Migennes lors des élections départementales de 2015, en binôme avec François Boucher. Ce même ticket est réélu pour un second mandat en 2021.
En mai 2020, elle devient première adjointe au maire de Migennes, chargée des affaires sportives, de la jeunesse et de la politique de la ville, après avoir été adjointe au maire aux affaires sportives et à la jeunesse de 2014 et 2020. Suppléante de Jean-Baptiste Lemoyne lors des élections sénatoriales de 2020 dans l'Yonne, elle devient sénatrice le 2 novembre 2020, en remplacement de ce dernier, membre du gouvernement,. Elle démissionne alors de son mandat d'adjointe au maire de Migennes en application de la loi sur le cumul des mandats. Ses fonctions de sénatrice prennent fin le 20 juin 2022, du fait de la reprise de l'exercice du mandat de Jean-Baptiste Lemoyne, dont les fonctions gouvernementales ont pris fin un mois plus tôt.